# Philipp-Freiherr-von-Boeselager-Kaserne (Grafschaft)
Die Philipp-Freiherr-von-Boeselager-Kaserne in Grafschaft ist eine Liegenschaft der Bundeswehr. In der Kaserne arbeiten bis zu 400 Personen, darunter bis zu 270 Soldaten.

## Lage
Die Kaserne liegt im Gewerbepark Gelsdorf etwa zwei Kilometer südwestlich des ehemaligen Autobahn-Behelfsflugplatzs auf der Bundesautobahn 61, von dem aus die Liegenschaft zu sehen ist. Etwa vier Kilometer südöstlich liegt der ehemalige Ausweichsitz der Verfassungsorgane des Bundes. Bonn, zum Zeitpunkt der Eröffnung der Kaserne noch Bundeshauptstadt, liegt knapp 20 Kilometer nordöstlich. Die Tomburg-Kaserne in Rheinbach ist etwa neun Kilometer nordwestlich.

## Namensgebung
Die Kaserne ist nach Philipp Freiherr von Boeselager benannt. Boeselager war Offizier der Wehrmacht und Widerstandskämpfer gegen den Nationalsozialismus. Er wurde 1917 auf der 18 Kilometer nordnordwestlich der Kaserne gelegenen Burg Heimerzheim in der heutigen Gemeinde Swisttal geboren. Die Verleihung des Kasernennamens erfolgte am 7. Oktober 2009 durch den damaligen Bundesminister der Verteidigung, Franz Josef Jung. Dem Festakt wohnte die Witwe des Namensgebers bei, Rosa Maria Freifrau von Boeselager. Zuvor war die Dienstliegenschaft namenlos.

## Beschreibung
Die vergleichsweise kleine Bundeswehrkaserne hat eine Ausdehnung von etwa 500 mal 300 Meter und umfasst circa 16 Hektar. Die Liegenschaft ist Militärischer Sicherheitsbereich. In einer Sperrzone liegt ein Bürogebäude mit rotem Klinker und vier Etagen und ein Schutzbau als Untertageanlage. Der Bunker, für den 240.000 m³ Boden ausgehoben wurden, ist 36 m tief, hat 5000 m² Nutzfläche und sechs Etagen. Außerdem befinden sich in der Sperrzone zwei Türme mit Satellitenantennen und eine weitere Satellitenantenne auf dem Schutzbau. Außerhalb der Sperrzone sind Parkplätze, ein Hubschrauberlandeplatz sowie das Gebäude der wegen des Untertagebaus betriebenen Bundeswehrfeuerwehr.

## Geschichte
Im Jahr 1985, während des Kalten Krieges, begannen die Planungen für den im September 1990 begonnenen Bau eines 200 Millionen DM teuren Schutzbaus für das damals im rund sieben Kilometer südöstlich gelegenen Bad Neuenahr-Ahrweiler stationierte Amt für Nachrichtenwesen der Bundeswehr. 1996 konnten die ersten Soldaten des Amtes den Schutzbau beziehen; der Rest folgte bis 2000.
Bis Ende der 2020er Jahre soll ein neues Stabsgebäude errichtet sowie das Feuerwehrgebäude erweitert werden.

## Dienststellen
Folgende Dienststellen sind oder waren in der Kaserne stationiert:
Aktuell:
- Teile Kommando Cyber- und Informationsraum
- Zentrale Abbildende Aufklärung
- Bundeswehrfeuerwehr Grafschaft
- Zentrum C-IED EinsFüKdoBw
- Teile Kommando Aufklärung und Wirkung
- Teile Bundeswehrdienstleistungszentrum Mayen
- Teile Kommando IT-Services

Ehemalig:
- Kommando Strategische Aufklärung
- Zentrum für Nachrichtenwesen der Bundeswehr (bis 2007; bis 2002 als Amt für Nachrichtenwesen der Bundeswehr)